# クレヴィアタワー中之島
座標: 北緯34度41分31.3秒 東経135度29分9.9秒 / 北緯34.692028度 東経135.486083度

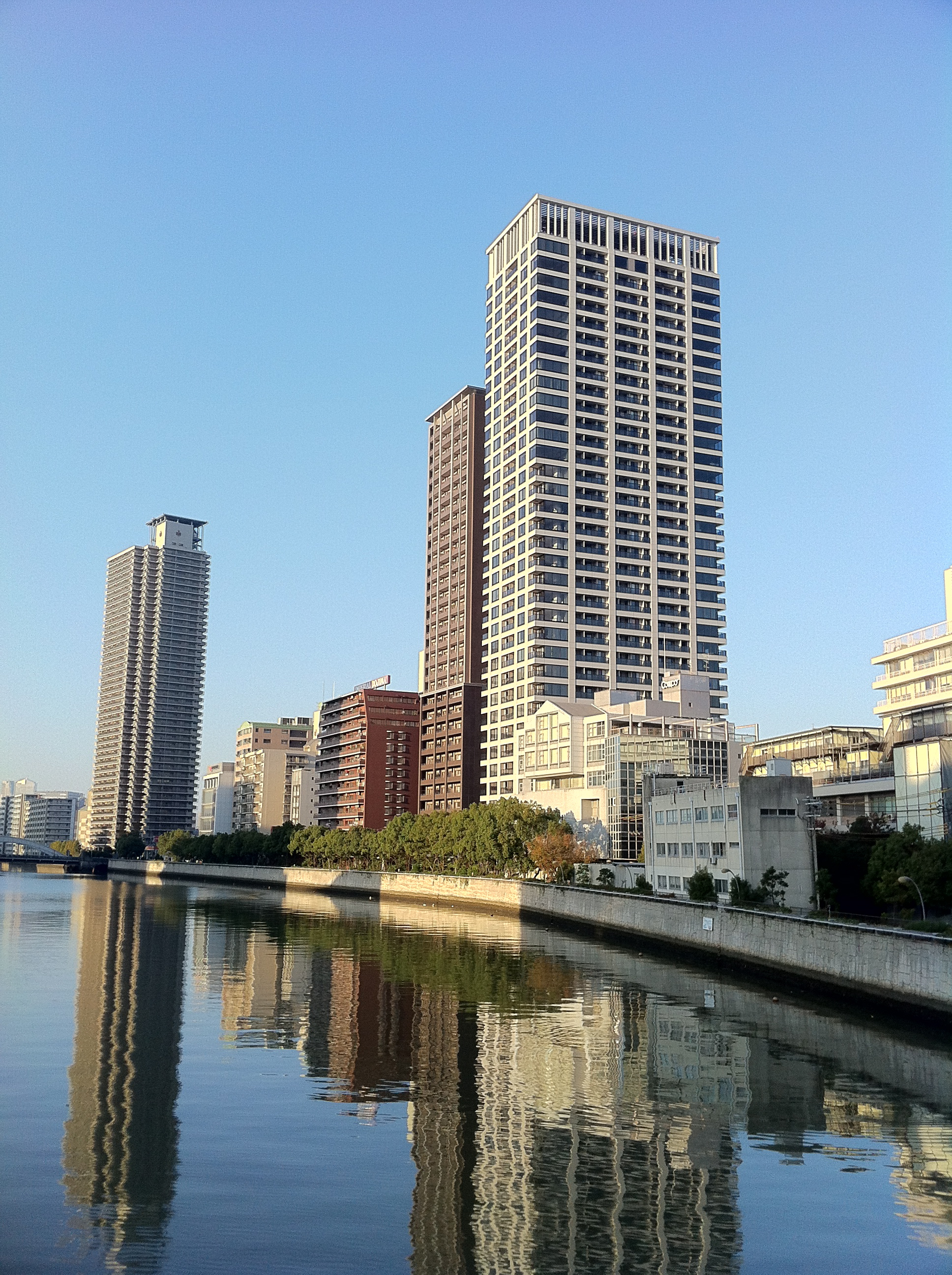
クレヴィアタワー中之島

クレヴィアタワー中之島（クレヴィアタワーなかのしま）は、大阪府大阪市福島区福島3丁目の堂島川右岸に建つ、高さ約127メートル、超高層36階、総戸数250戸のタワーマンションである。施主は伊藤忠都市開発×野村不動産×関電不動産、設計は浅井謙建築研究所、施工は鹿島建設が担当しており、2012年8月に竣工した。
所在地は元来の福島でも中之島でもなく堂島であるが、堂島川左岸の京阪中之島線中之島駅に近接していることもあり、中之島と称している。キャッチコピーは「都市の水辺に、澄む。輝きの中之島」「ナカノシマ ブルー」。

## 概要
- 1F : エントランス、コンシェルジュ
- 2F : ロビーラウンジ
- 3F : バイクステーション
- 4F - 35F：スタンダードフロアー
- 24F：スカイラウンジ、ゲストルーム、シアタールーム
- 36F：プレミアムフロアー

## 交通機関

### 鉄道
- 京阪中之島線中之島駅 徒歩7分
- JR東西線新福島駅 徒歩5分
- 大阪環状線福島駅 徒歩10分
- 阪神電車福島駅 徒歩5分

## 近隣施設
- 関西電力病院
- 地域医療機能推進機構大阪病院
- 住友病院
- 朝日放送
- ほたるまち
- 堂島リバーフォーラム
- リーガロイヤルホテル
- 大阪国際会議場
- ダイビル本館
- 国立国際美術館
- 大阪市立科学館
- 大阪市中央卸売市場本場
- 下福島公園